# Palazzo Querini Stampalia

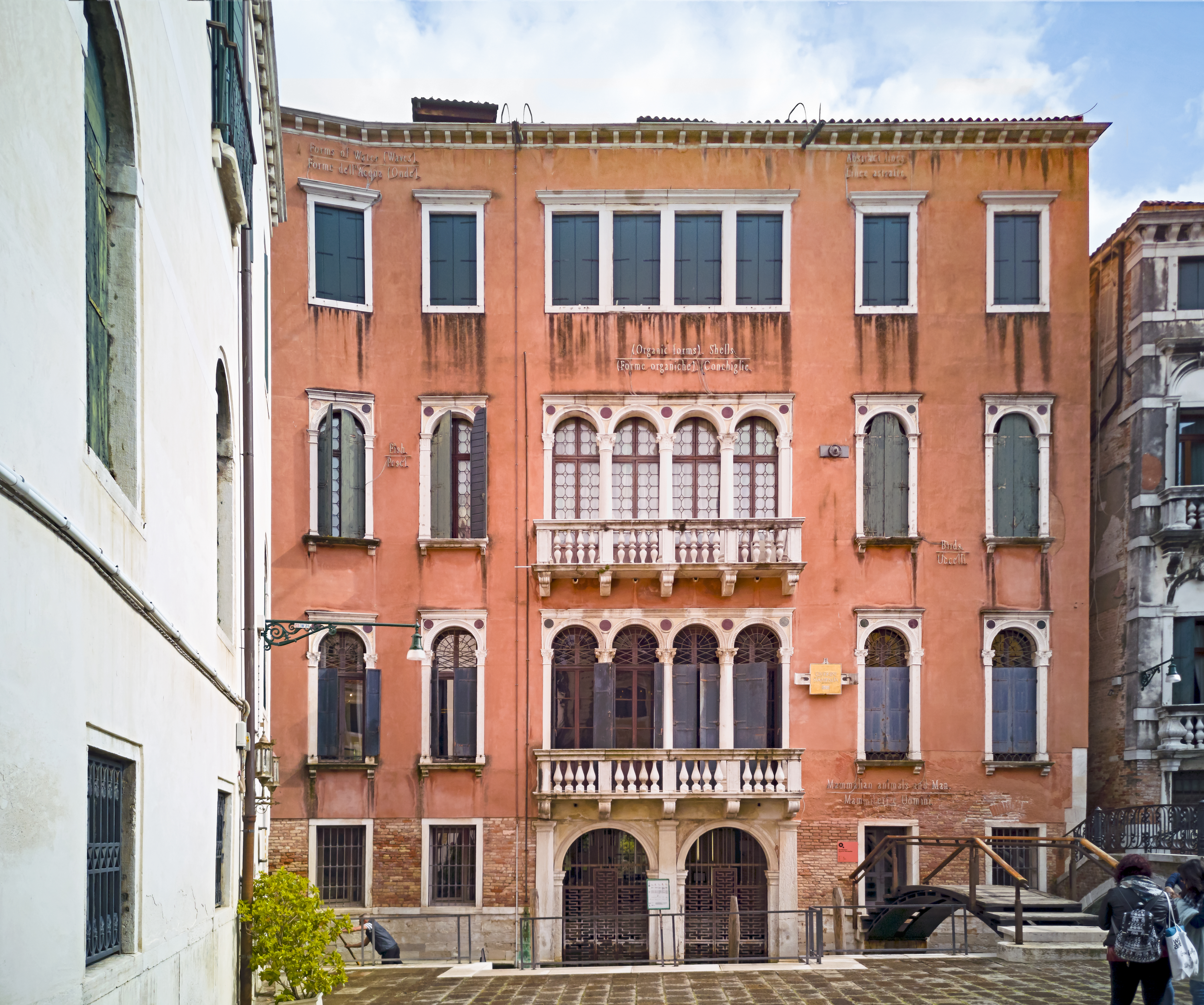
Palazzo Querini Stampalia

Palazzo Querini Stampalia ist ein Palast in Venedig. Er liegt im Sestiere Castello mit Blick auf den Rio di Santa Maria Formosa, am südlichen Rande des Campo Santa Maria Formosa, wo der Campiello Querini liegt.

## Geschichte

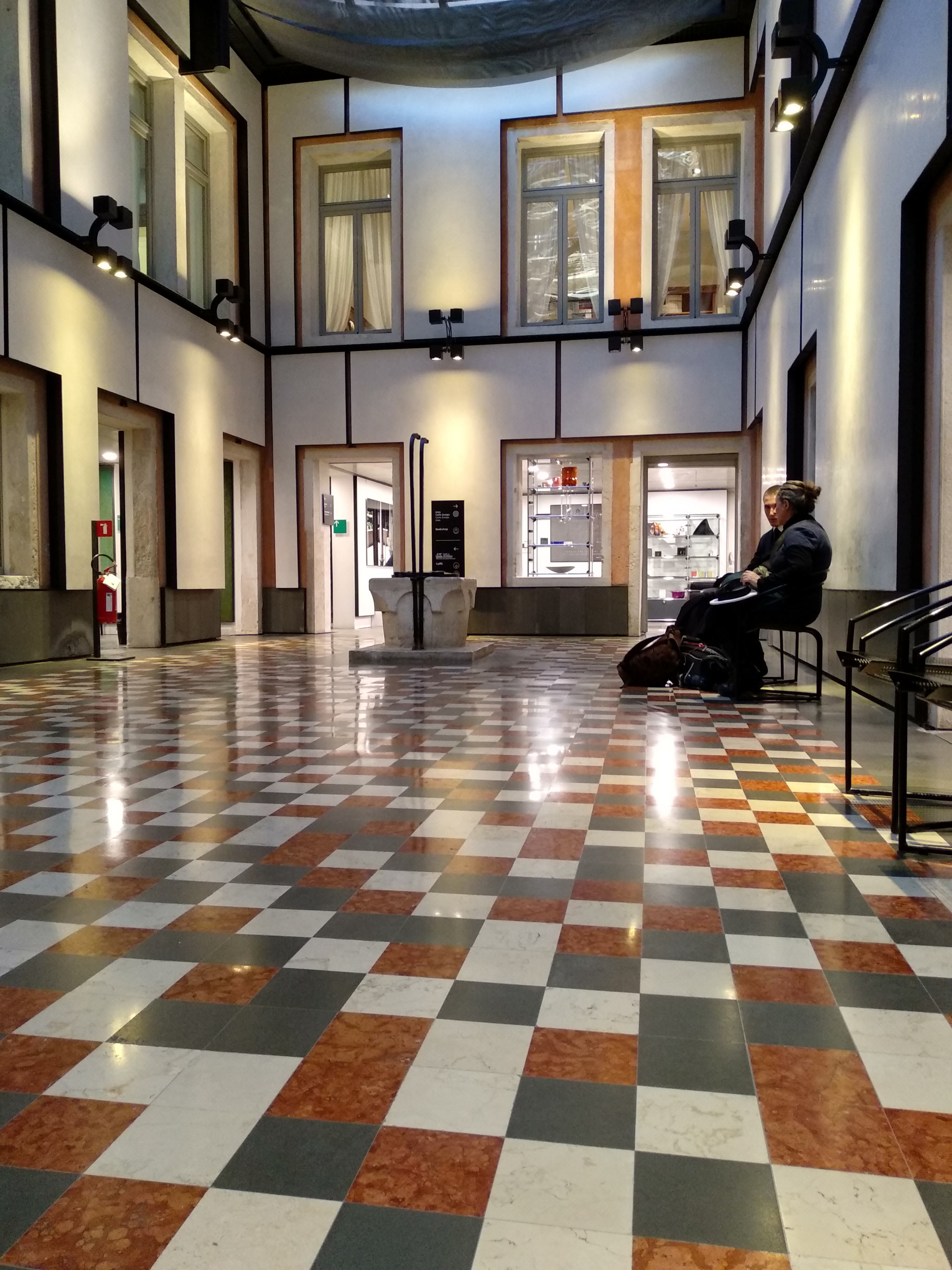
Innenhof

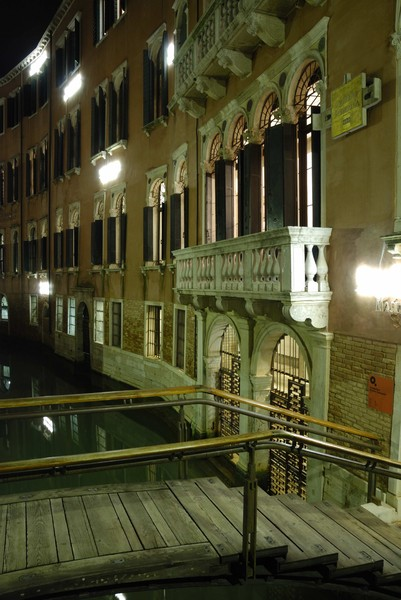
Die Fassade

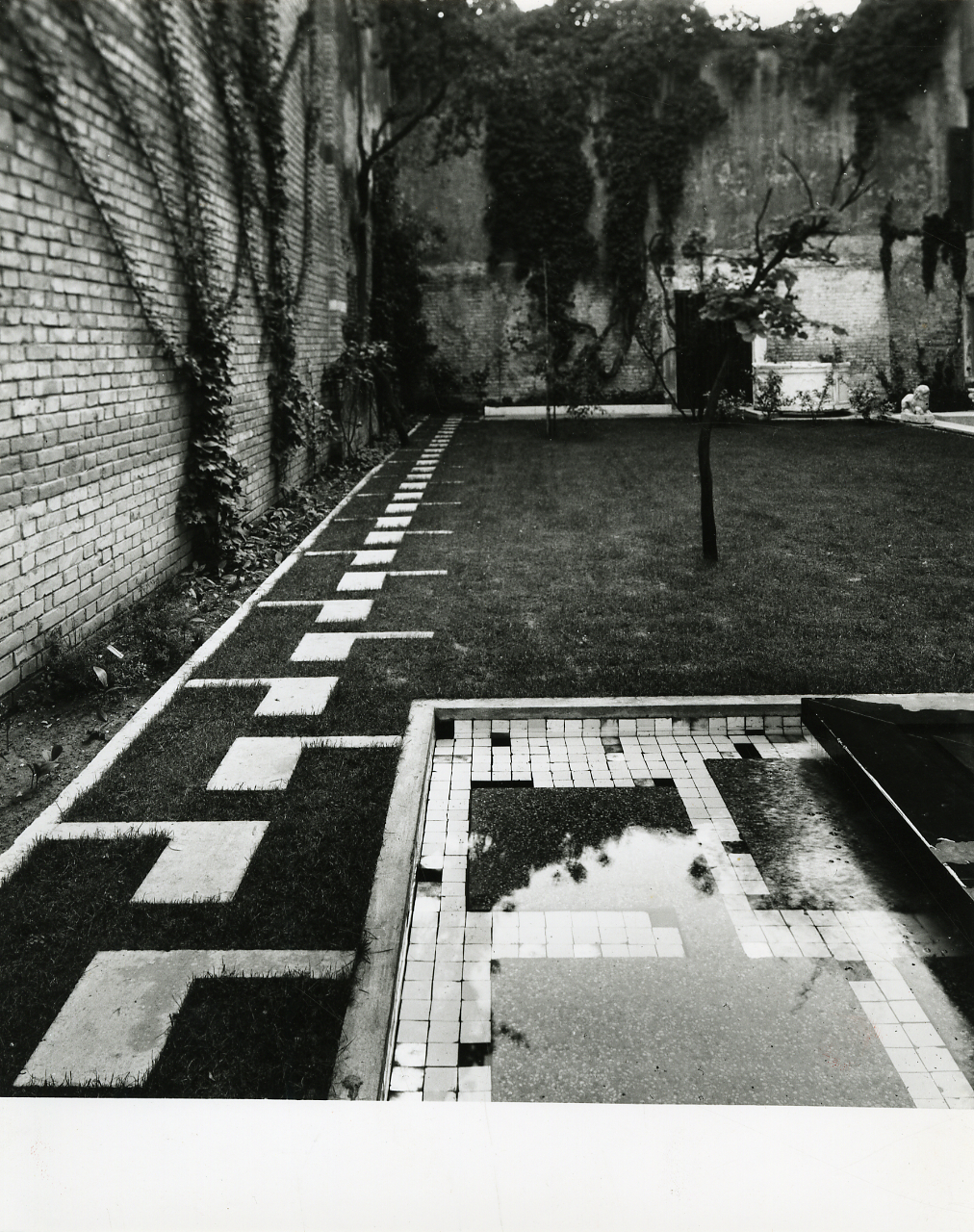
Mosaik von Mario Deluigi im von Carlo Scarpa entworfenen Garten. Foto von Paolo Monti, 1963

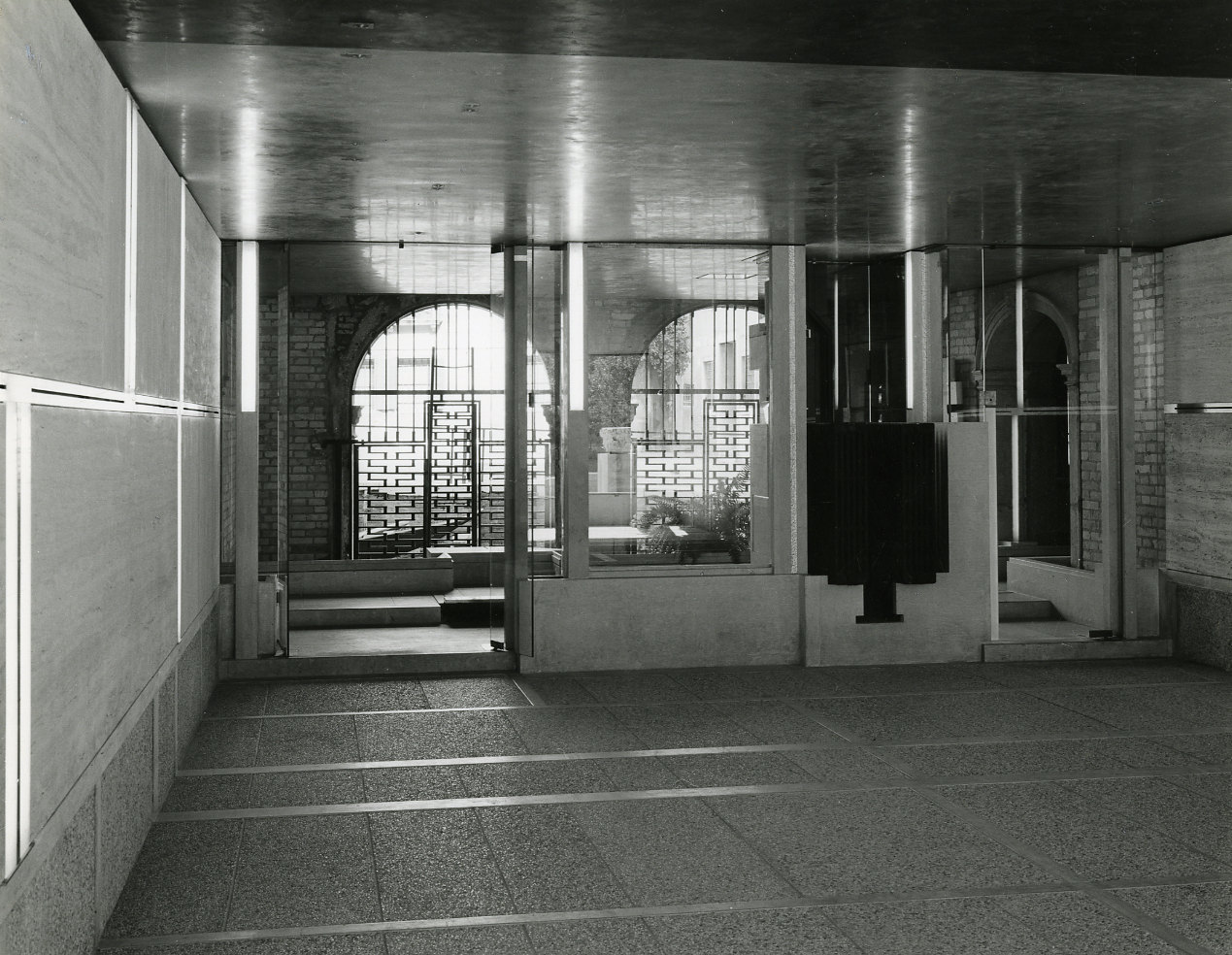
Innenräume. Foto von Paolo Monti, 1963

Das bekannte Wohnhaus der Querini Stampalia wurde zwischen der ersten und der zweiten Dekade des 16. Jahrhunderts erbaut; bereits 1514 ist die Existenz zweier kleiner Gebäude, dort, wo der Palast entstehen sollte, urkundlich belegt, wogegen für den 3. Januar 1525 in den Diarien des Marin Sanudo verzeichnet ist, dass im Palast ein verschwenderisches Hochzeitsfest mit dem Auftritt einer Compagnie della Calza anlässlich der Vermählung einer jungen Familienangehörigen mit Francesco Mocenigo stattfand.
Im Laufe der Jahrhunderte wurde das Wohnhaus mehrfach renoviert und umgebaut, allerdings ohne Einheitlichkeit anzustreben. Bei einem dieser Eingriffe um das Jahr 1700 entstand eine Brücke, die den Palast mit der Kirche Santa Maria Formosa verband.
Die letzten Arbeiten wurden zwischen 1789 und 1797 anlässlich der Hochzeit von Alvise Querini und Maria Theresa Lippomano durchgeführt: Der Palast wurde um eine Etage aufgestockt und in der Hochzeitsschlafkammer führten Jacopo Guarana und sein Sohn Vincenzo Fresken, gerahmt von Stuckarbeiten von Giuseppe Castelli, aus.
Der Conte Giovanni Querini Stampalia, letzter Spross der Familie, entschied sich, sich in das erste Obergeschoss des Palastes zurückzuziehen und das ganze zweite Obergeschoss an venezianische Patrizier zu vermieten. Der Graf verfügte, dass nach seinem Tod sein gesamter Besitz an die Stadt Venedig übergehen sollte. Demzufolge wurde der Palast 1869 mit seiner gesamten Einrichtung, den Gemälden und der reichen Bibliothek Sitz der von ihm 1868 gegründeten Stiftung; die Bibliothek wurde im ersten Obergeschoss der Öffentlichkeit zugänglich gemacht, wogegen im zweiten Obergeschoss die Gemälde und andere Kunstobjekte gesammelt wurden.
1948 entschied die Stiftung, den bekannten Architekten Carlo Scarpa mit der Restaurierung des Palazzo Querini Stampalia, insbesondere des Erdgeschosses, zu beauftragen. Letzteres war wegen des immer häufiger auftretenden Hochwassers unbrauchbar geworden, ebenso wie der Garten, der zerstört war. Die Restaurierungen von Scarpa begannen erst zehn Jahre später mit der Beseitigung der Eingriffe aus dem 19. Jahrhundert und der Sanierung des Mauerwerks. Es wurde eine neue Zugangsbrücke gebaut und der Garten durch neue Pflanzen und einen kleinen Brunnens aufgewertet.

## Beschreibung
Der Name des Architekten ist nicht bekannt. Der Stil ist sehr traditionell, die Fassade zeichnet sich nur durch zwei Vierfachfenster mit Balkon, jeweils im ersten und zweiten Obergeschoss des Gebäudes, aus. Es ist jedoch bekannt, dass Jacopo Palma il Vecchio beauftragt wurde, das „goldene Zimmer“, in dem sich auch ein mit dem Familienwappen – wie an der gerade fertiggestellten Fassade – dekorierter Marmorkamin befindet, zu verschönern.

## Eingriffe Scarpas

Die Restaurierungen von Carlo Scarpa auf Fotos von Paolo Monti, 1963
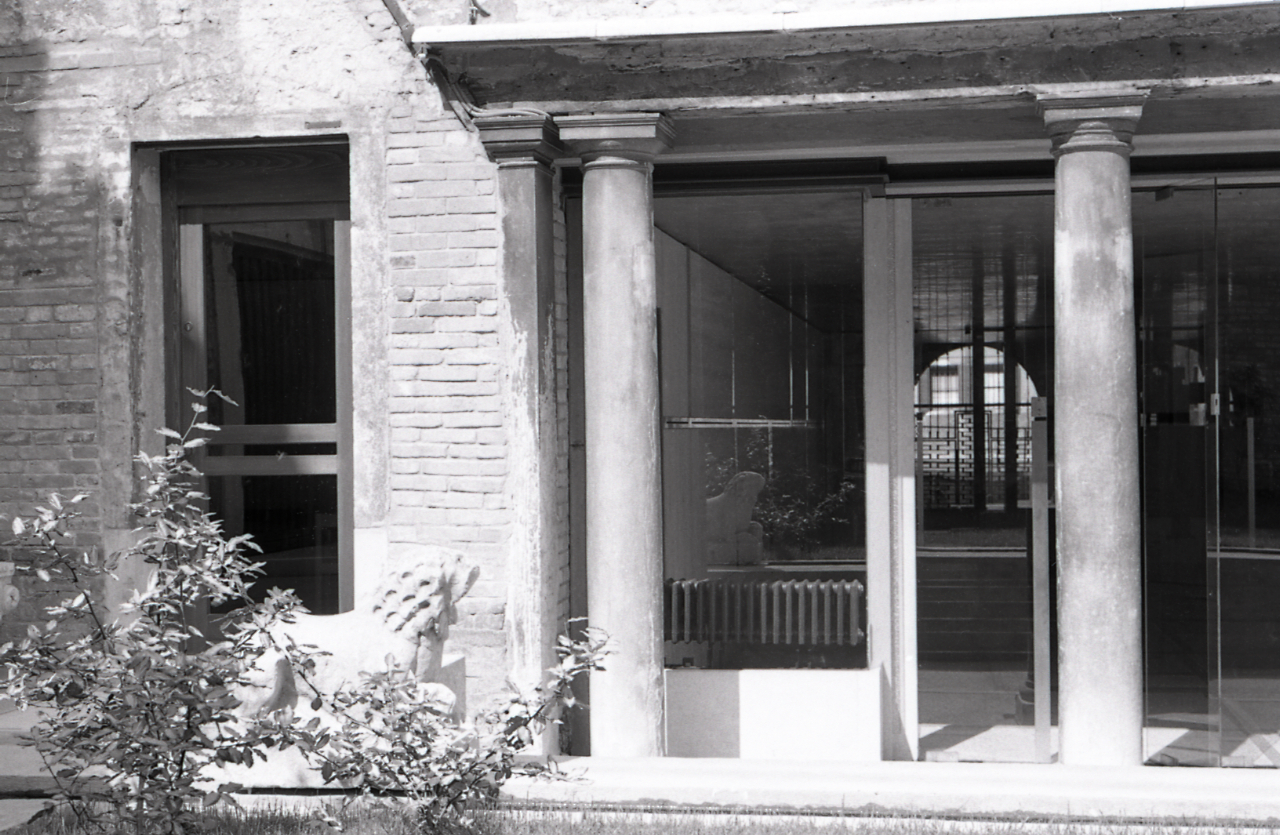
Eingang
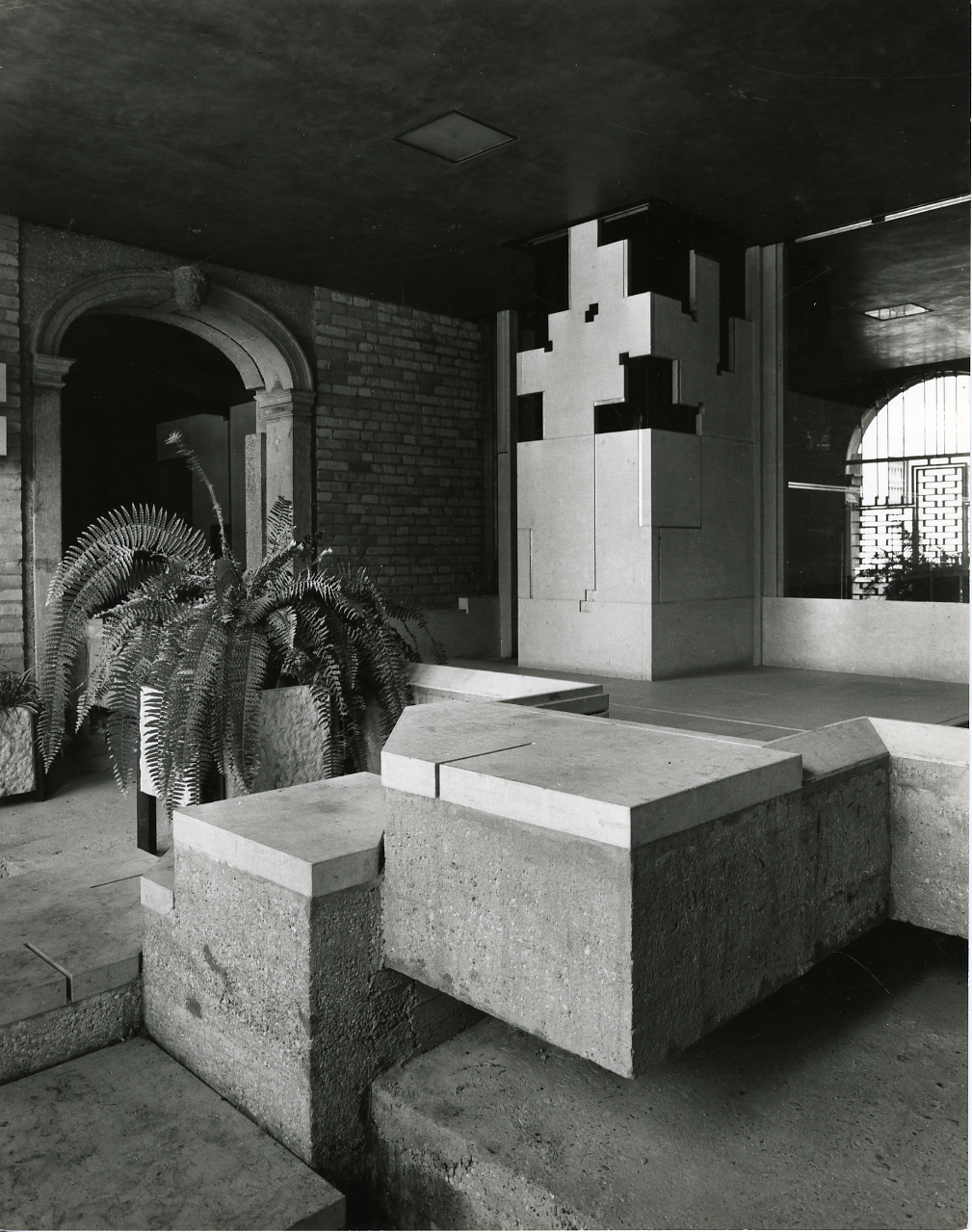
Innenhof
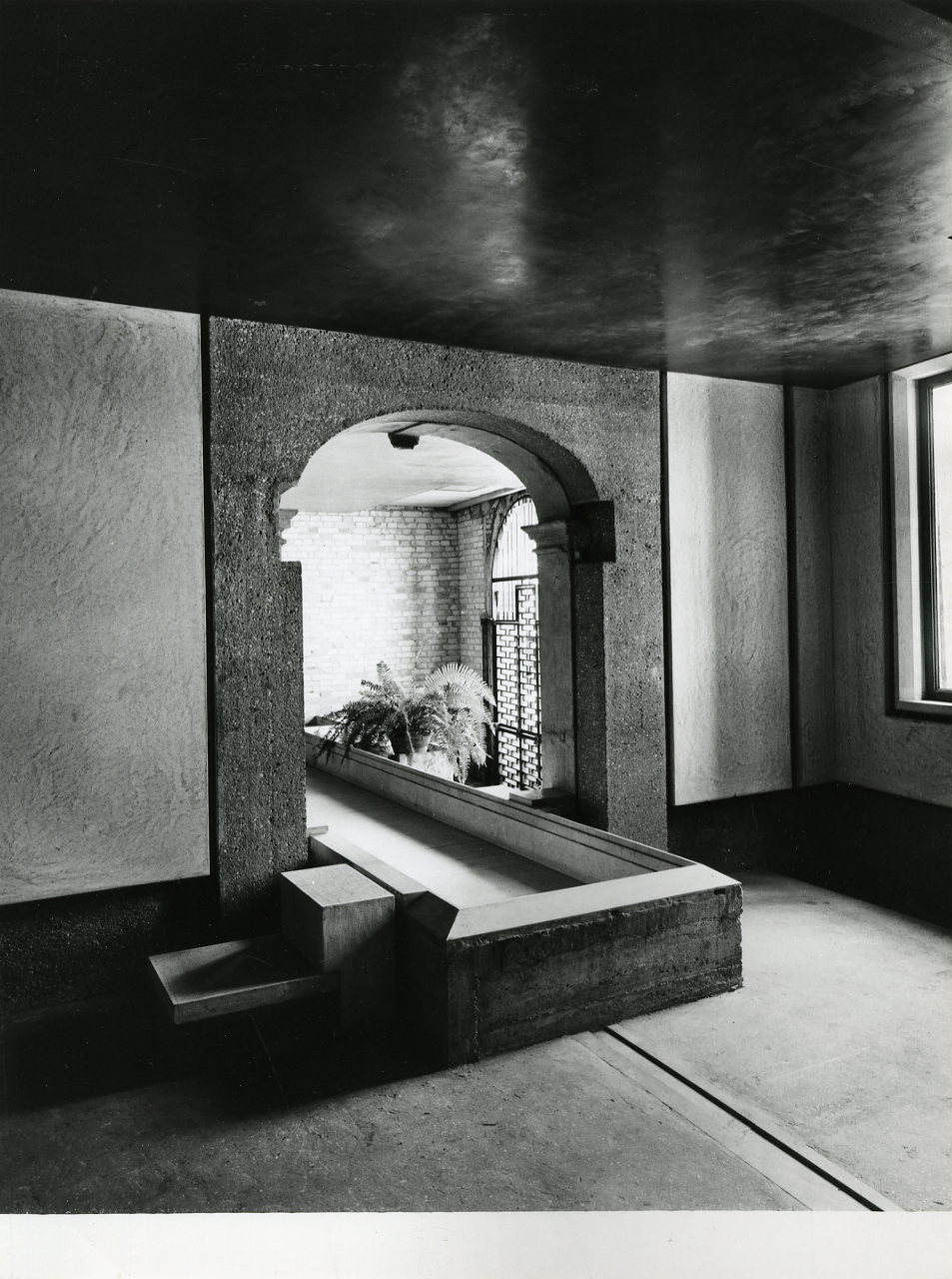
Innenräume
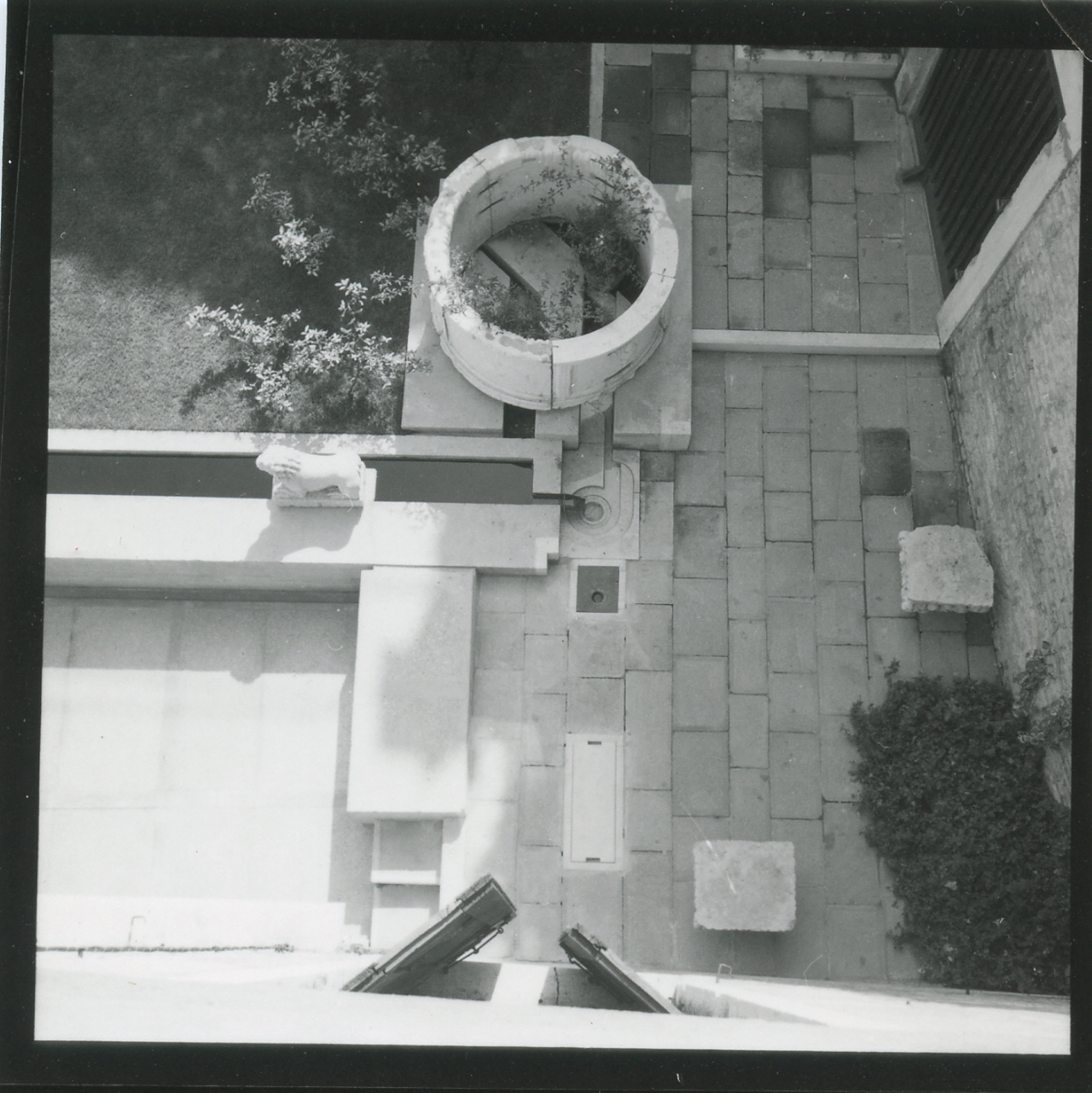
Blick von oben auf den Garten
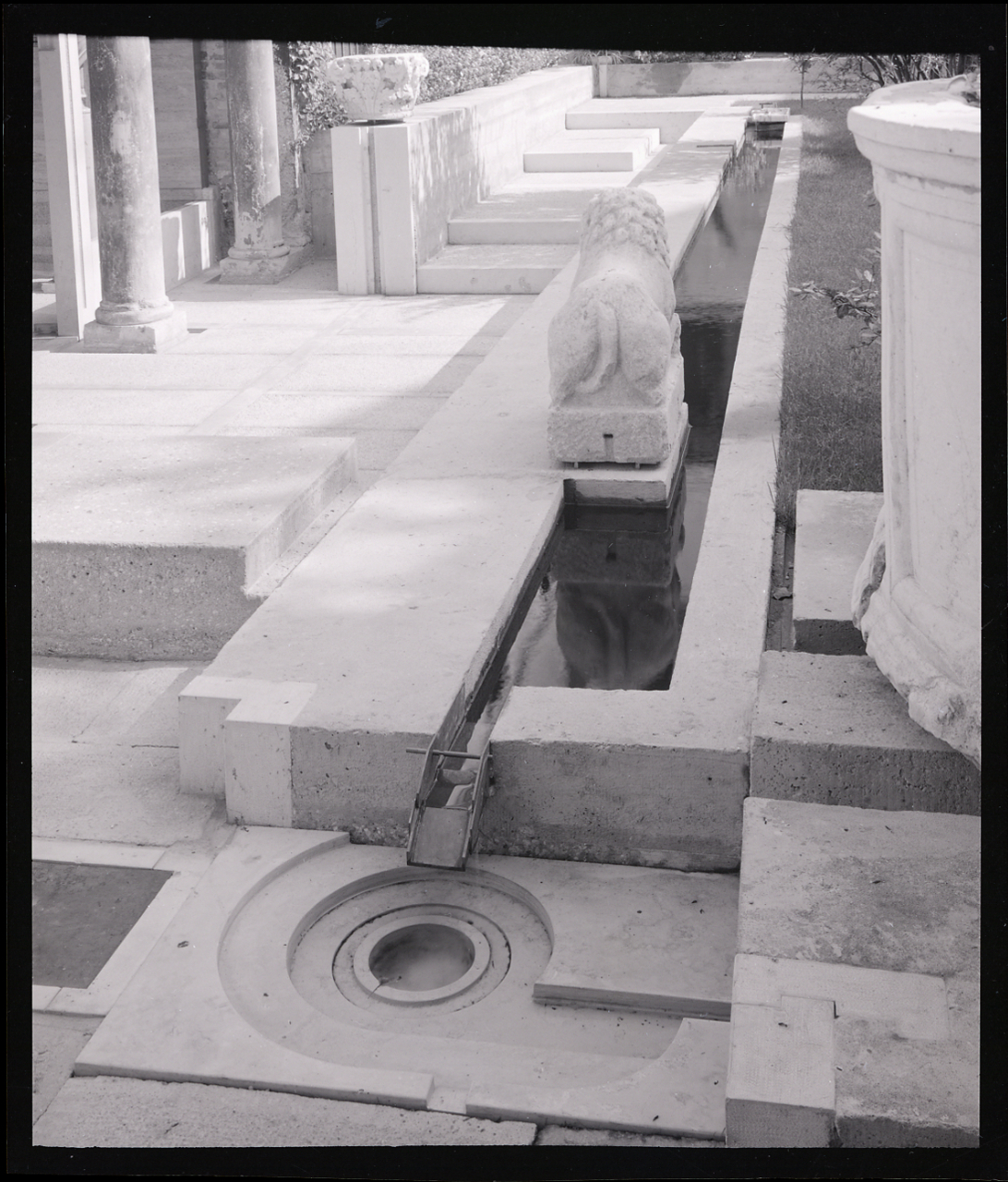
Brunnen im Garten, 1963
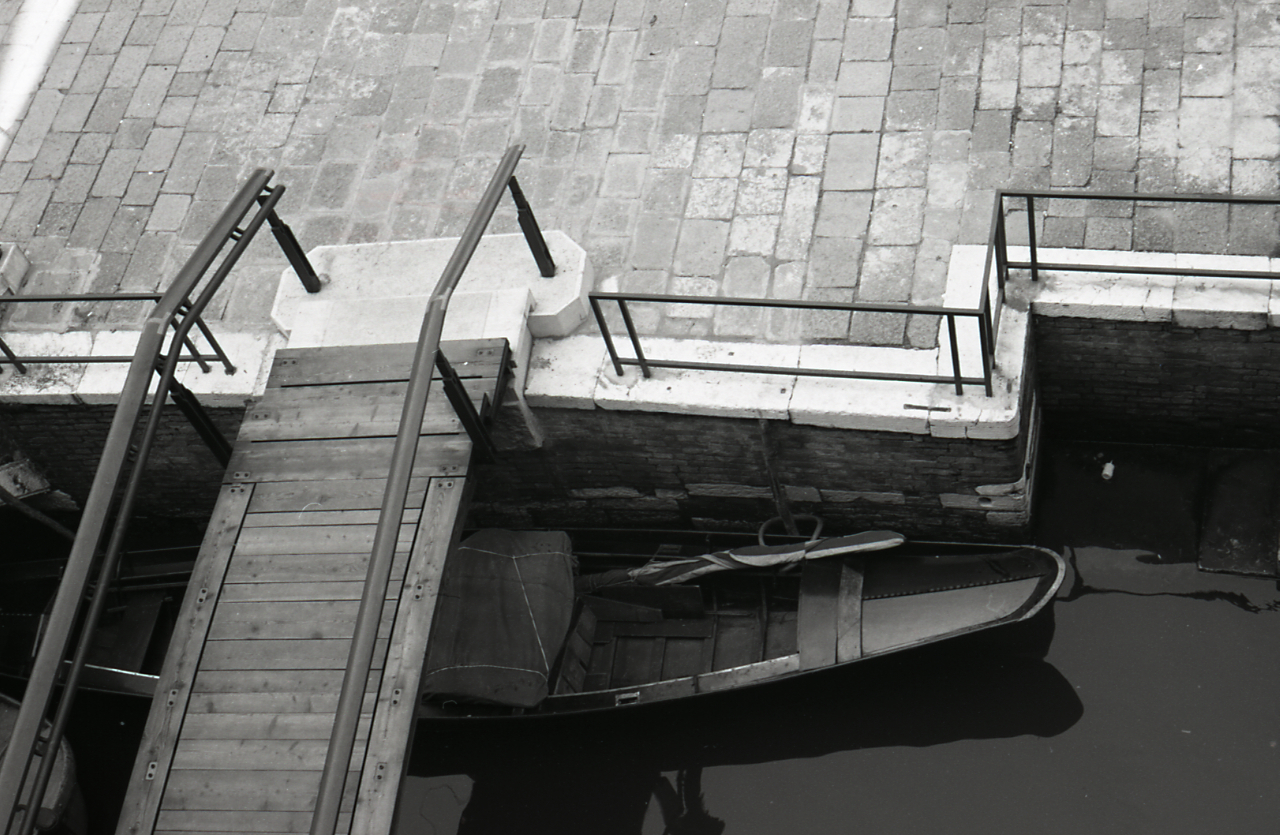
Private Zugangsbrücke, Detail